# 談志伊

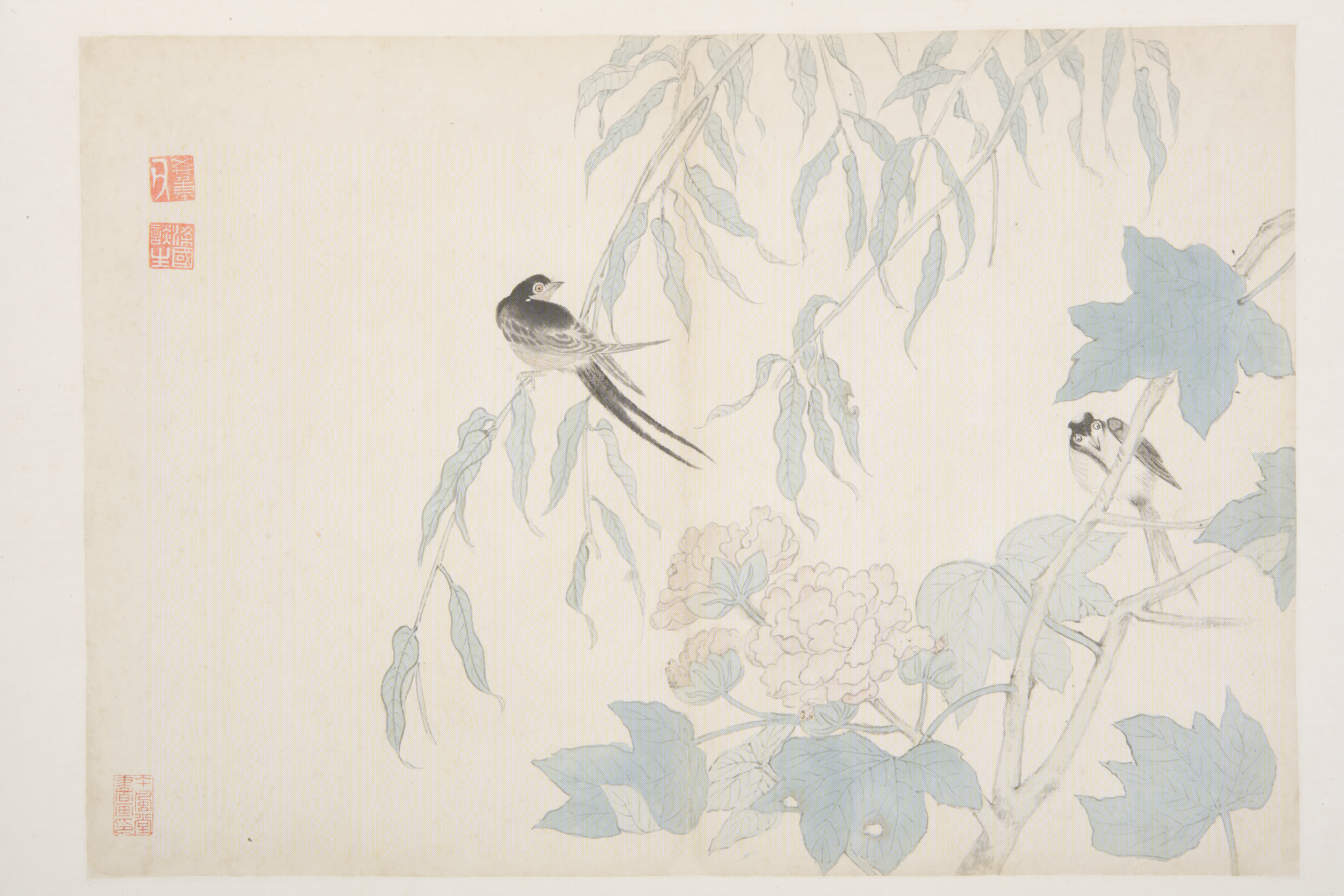
談志伊繪花鳥圖（北京故宮博物院藏）

談志伊（？—？），字思仲，一作思重，號學山，南直隸常州府無錫縣人。
談志伊是都察院都御史談愷之子，以父蔭官中府經歷。好書法，學《曹娥碑》。亦善繪花鳥，傳世作品有《平安戩轂圖》。隆慶四年（1570年），收藏有《富春山居圖》，萬曆二十四年（1596年），又歸董其昌。

## 作品
- 《松禽圖》，藏於台灣台北國立故宮博物院